# Émile Goude
Pour les articles homonymes, voir Goude.
Émile Goude, né le 20 mars 1870 au Grand-Fougeray (Ille-et-Vilaine) et décédé le 28 novembre 1941 à Paris, est un homme politique français.
Commis à l'Arsenal de Brest, il s'investit dans le militantisme syndical.
Il est élu conseiller municipal socialiste de Brest en 1904.
Il est député du Finistère (Brest 1re circonscription) de 1910 à 1936 (premier élu socialiste de Bretagne). Il s'intéresse à la Marine et devient vice-président de la commission de la Marine militaire. Il est également conseiller général.
En 1929, à la suite de divergences de vue, il quitte la SFIO, mais il est réélu député en 1932 sous l'étiquette socialiste.
Franc-maçon engagé : Initié en 1905 par la loge Les Amis de Sully à l'orient de Brest, il fut Conseiller de l'Ordre du Grand Orient de France en 1924-1925.
Une rue de Brest porte son nom.

## Sources
- « Émile Goude », dans le Dictionnaire des parlementaires français (1889-1940), sous la direction de Jean Jolly, PUF, 1960 [détail de l’édition]